# Elisabeth von Hessen († 1306)
Elisabeth von Hessen (* 1276; † 1306) war eine landgräfliche Prinzessin, durch Heirat Herzogin von Braunschweig-Wolfenbüttel und durch weitere Heirat Herrin der Herrschaft Eppstein, in deren Zentrum die Burg Eppstein lag.

## Leben
Elisabeth war eine Tochter des Heinrich I. von Hessen, erster hessischer Landgraf und Begründer des hessischen Fürstenhauses. Ihre Mutter war Mechthild von Kleve, Tochter des Dietrich von Kleve und der Aleidis von Heinsberg.
1290 wurde sie mit Herzog Wilhelm von Braunschweig-Wolfenbüttel (1270–1292) verheiratet. Dieser teilte sich mit seinen beiden älteren Brüdern das Herzogtum Braunschweig. Die Ehe blieb kinderlos; der Herzog starb 22-jährig nach kurzer Ehe. 
Ende 1294 heiratete Elisabeth Gerhard V. von Eppstein aus dem Hause Eppstein. Er war zunächst Kleriker und als Prior von St. Peter in Mainz tätig, als er auf Veranlassung seines Onkels Gerhard II. von Eppstein aus dem Kirchendienst austrat, um durch eine Heirat die politische Bindung zum Haus Eppstein zu festigen. 